# Gambling with the Devil
Gambling with the Devil é o décimo segundo álbum de estúdio da banda Helloween, lançado a 23 de Outubro de 2007. 
Sobre o álbum, o baixista Markus Grosskopf afirmou:
| “ | Foi um álbum sem conceito, mas ainda nós tínhamos aquele conceito com aquele joguinho nele, aquele pequeno "Crack the Riddle". [...] E aí, foi legal, foi um ótimo trabalho e quando você faz algo como Keeper III' é como se você tivesse que abrir sua cabeça e esvaziá-la antes, fechá-la e aí começar a pensar novas coisas para a coisa Keeper, sabe, mas aí é um trabalho muito, muito difícil. VocÊ tem que pensar muito diferente de quando você só tem que escrever as canções, coloquemos assim, como escrever uma canção normal de metal ou rock, é bem diferente. Mas é isso o que fizemos com o Gambling with the Devil e eu me sinto muito bem de fazer canções decentes apropriadas. Você não pode fazer sempre essa coisa conceitual. [...] Nunca é fácil, mas uma vez que você tem uma ideia você não tem que pensar 'Ah, tem cinco minutos faltando', sabe. O que eu ponho pra que encaixe no conceito? Encaixar para fazê-lo se encaixar no conceito de algo, é como se houvesse uma canção de cinco minutos ou quatro minutos e tudo bem, você não tem que pensar sobre como ela está se encaixando no conceito, se a canção é boa a canção é boa, ela entra no álbum. | ” |

## Faixas

### Disco 1
1. "Crack the Riddle (Weikath, Grosskopf, Deris, Gerstner, Loeble)" - 0:52
2. "Kill It" (Deris) - 4:13
3. "The Saints" (Weikath) - 7:06
4. "As Long As I Fall" (Deris) - 3:41
5. "Paint a New World" (Gerstner/Weikath) - 4:27
6. "Final Fortune" (Grosskopf) - 4:46
7. "The Bells of the Seven Hells" (Deris) - 5:22
8. "Fallen to Pieces" (Deris) - 5:52
9. "I.M.E." (Deris) - 3:46
10. "Can Do It" (Weikath) - 4:30
11. "Dreambound" (Gerstner/Weikath) - 5:57
12. "Heaven Tells No Lies" (Grosskopf) - 6:56
13. "We Unite" - 4:34[2] - Faixa bónus no Japão

### Disco 2 (Edição Especial)
1. "Find My Freedom" (Grosskopf) - 6:30 - Versão europeia
2. "See the Night" (Grosskopf) - 6:10
3. "As Long As I Fall" (Demo Version) (Deris) - Versão japonesa

## Créditos
- Andi Deris – Vocal
- Michael Weikath – Guitarra
- Sascha Gerstner – Guitarra, vocal de apoio
- Markus Grosskopf – Baixo
- Dani Loeble – Bateria

## Paradas
| Parada (2010)               | Melhor posição |
| --------------------------- | -------------- |
| Czech Republic Albums Chart | 10             |
| Japanese Albums Chart       | 17             |
| Hungarian Albums Chart      | 18             |
| Finnish Albums Chart        | 34             |
| Swedish Albums Chart        | 34             |
| German Albums Chart         | 38             |
| Norwegian Albums Chart      | 44             |
| Italian Albums Chart        | 49             |
| Swiss Albums Chart          | 88             |
| French Albums Chart         | 103            |